# Peter Johnson (poète)
Pour les articles homonymes, voir Peter Johnson, Johnson et Pete Johnson.
Peter Johnson, né en 1951 à Buffalo dans l'État de New York, est un poète et romancier américain.

## Sa vie
Il a obtenu son diplôme à l'université d'État de New York à Buffalo et son doctorat en anglais de l'université du New Hampshire.
Ses poèmes et ses romans de fiction ont paru dans Field, Denver Quarterly, The Iowa Review, Indiana Review, Quarterly West, North Dakota Quarterly, The Party Train: Une collection des poètes nord-américains en prose et Beloit Fiction Journal.
Johnson est le fondateur et rédacteur en chef de la revue The Prose Poem: An International Journal et rédacteur en chef de The Best of The Prose Poem: An International Journal (White Pine Press, 2000). Il a contribué à la rédaction d'American Poetry Review, Web del Sol et Slope, et enseigne l'écriture créative et la littérature pour enfants au Providence College, Rhode Island, où il vit avec sa femme, Genevieve, et ses deux fils, Kurt et Lucas.

## Prix
Il est lauréat du prix James Laughlin 2001 pour son deuxième recueil de poèmes en prose, Miracles & Mortifications (2001). Il a reçu un prix de création littéraire en 2002 du Rhode Council on the Arts et une bourse en 1999 du National Endowment for the Arts.

## Travaux
- Just Listen

### Livres de poésie
- Miracles & Mortifications, White Pine Press, 2001 (ISBN 978-1-893996-18-2, lire en ligne)

### Chapbooks
- Love Poems for the Millennium, Quale Press, 1998 (ISBN 978-0-9656161-2-6)
- I'm A Man, Rain Crow Publishing, 1998 (ISBN 0-89754-157-X)

### Romans
- (en) What Happened, Front Street Books, 2007 (ISBN 978-1-932425-67-3, lire en ligne) :« Peter Johnson loserville. »
- (en) Loserville, Front Street, 2009 (ISBN 978-1-59078-581-2, lire en ligne)

### Histoires courtes
- Je suis un homme (2003).

## La revue
À propos de son travail, le poète Bruce Smith a déclaré : 
Il écrit avec l'extravagance somptueuse d'un amant et l'auto-discipline d'un yogi. Ses poèmes drôles sont déchirants et ses poèmes sérieux sont hilarants.